# Camino Natural Vía Verde del Guadiato

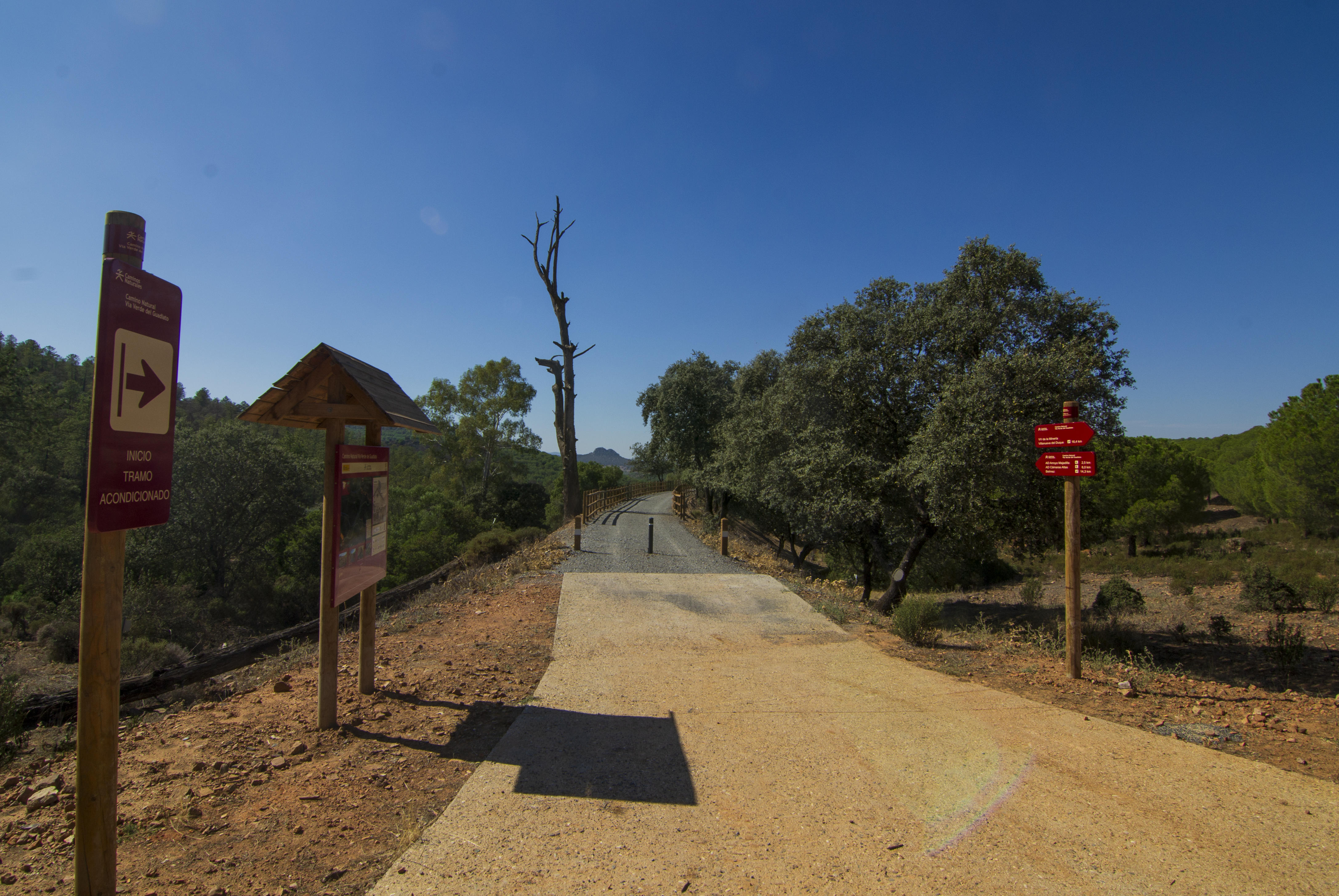
Camino Natural Vía Verde del Guadiato

El Camino Natural Vía Verde del Guadiato es una vía verde perteneciente a la Red de Caminos Naturales de España, un proyecto desarrollado por el Ministerio de Agricultura, Pesca y Alimentación (MAPA), que se encarga de la recuperación de antiguas infraestructuras relacionadas con el transporte y la comunicación, que actualmente se encuentran en desuso o en estado de abandono, para su uso senderista y ciclista.
Este Camino Natural surge con el reacondicionamiento del trazado de la antigua línea de ferrocarril Fuente del Arco-Peñarroya-Puertollano-San Quintín, que unificaba varias explotaciones mineras ubicadas en las provincias de Badajoz, el norte de Córdoba y Ciudad Real. 

## Localización
Este itinerario atraviesa parte de las comunidades autónomas de Extremadura, Andalucía y Castilla-La Mancha, más concretamente las provincias de Badajoz, Córdoba y Ciudad Real.
El recorrido cuenta actualmente con 6,94 km habilitados, articulados en un único tramo, de los más de 243 km que compusieron la antigua línea de ferrocarril.

## Historia
El ferrocarril Fuente del Arco-Peñarroya-Puertollano-San Quintín, también conocido como el ferrocarril minero Peñarroya-Puertollano, fue una línea férrea, de vía estrecha y carácter minero e industrial construida entre finales del siglo XIX y principios del siglo XX.

### Orígenes

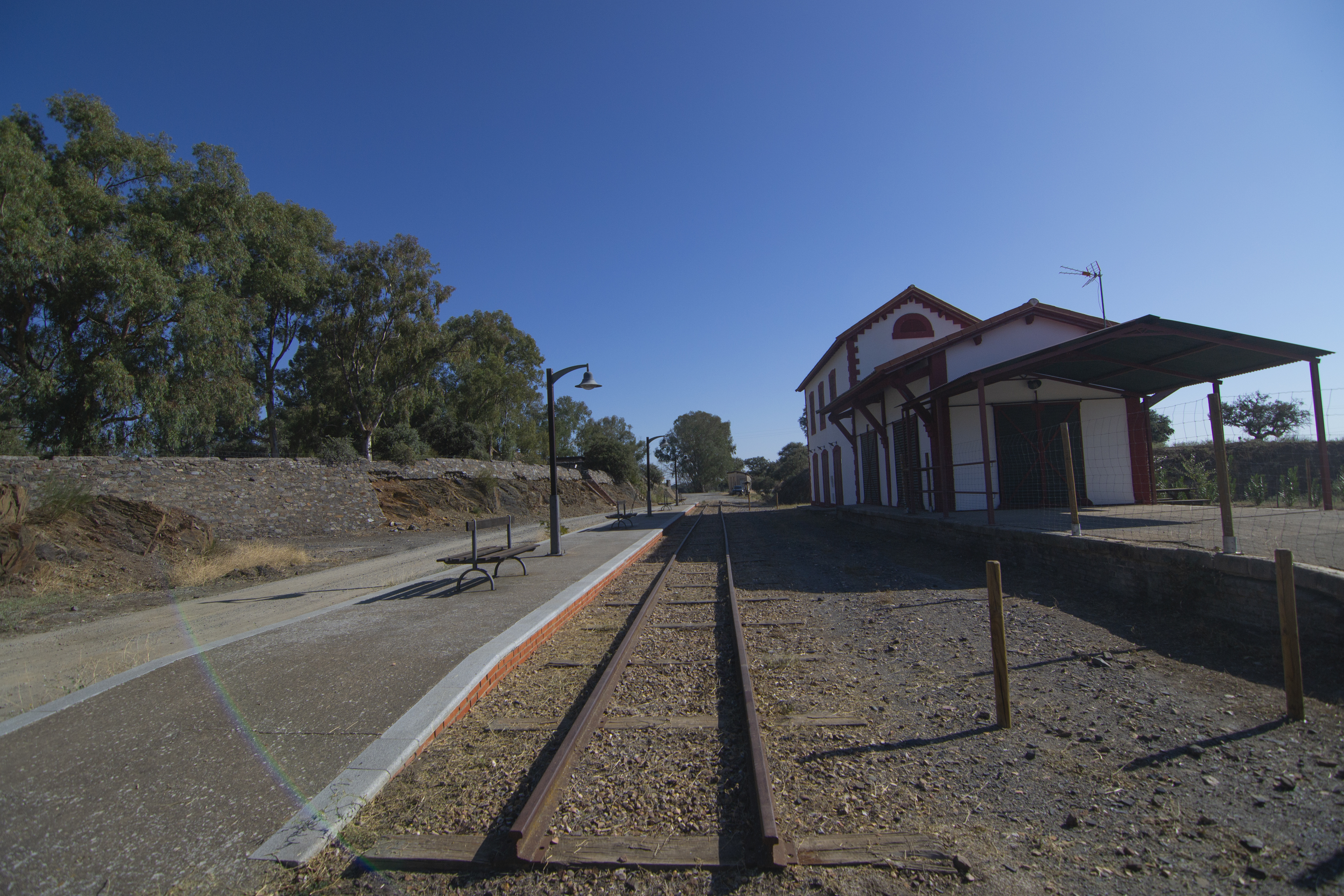
Estación El Soldado que daba servicio a la mina aledaña

A mediados del siglo XIX la cuenca carbonífera ubicada en la comarca del Valle del Guadiato vivió una época de esplendor, con la apertura de numerosas explotaciones mineras en la zona.
Este crecimiento económico incitó a la Sociedad Minera y Metalúrgica de Peñarroya (SMMP), una multinacional francesa propietaria entonces de la mayor parte de los yacimientos de la comarca, a construir un tren que conectase las diversas instalaciones que poseía en Sierra Morena.
El objetivo, rentabilizar las explotaciones mineras, de carbón, plomo y zinc, que tenía la compañía en la comarca del Valle del Guadiato. Así como conectarlas con una importante infraestructura metalúrgica, transformadora y química ubicada en el cerco industrial Peñarroya-Pueblonuevo.
Para ello en un inicio se planteó la construcción de una línea férrea que conectase Llerena con Linares, a través de Peñarroya. Un proyecto que posteriormente acabaría convirtiéndose en un trazado de vía estrecha que conectaría las localidades de Peñarroya y Fuente del Arco.

### Construcción y explotación
En 1891 la administración otorgó a la Sociedad Minera y Metalúrgica de Peñarroya la concesión para construir el ferrocarril, iniciándose las obras del trazado principal en 1893.
Este primer tramo, entre Peñarroya y Fuente del Arco, fue inaugurado en 1895. Posteriormente, en 1906, se amplía la línea hacia Pozoblanco, gracias a la elevada demanda. Y en 1918 se plantea la necesidad de seguir ampliando los servicios de la línea con un nuevo tramo entre Pozoblanco y Conquista, pero con la llegada de la Primera Guerra Mundial los trabajos de construcción se acabaron posponiendo hasta 1927.
Entre 1895 y 1927 el ferrocarril alcanzó un total aproximado de 243 km, convirtiéndose en una de las líneas ferroviarias de vía estrecha de mayor longitud de España.

### Crisis y clausura
La explotación del ferrocarril corrió a cargo de la SMMP hasta 1956, año en el cual la decreciente rentabilidad económica de las minas obliga a traspasar su propiedad al Estado, primero a manos de la Explotación de Ferrocarriles por el Estado (EFE) y posteriormente con Ferrocarriles Españoles de Vía Estrecha (FEVE). Hasta el cierre total de la línea en agosto de 1970.

## Descripción por tramos

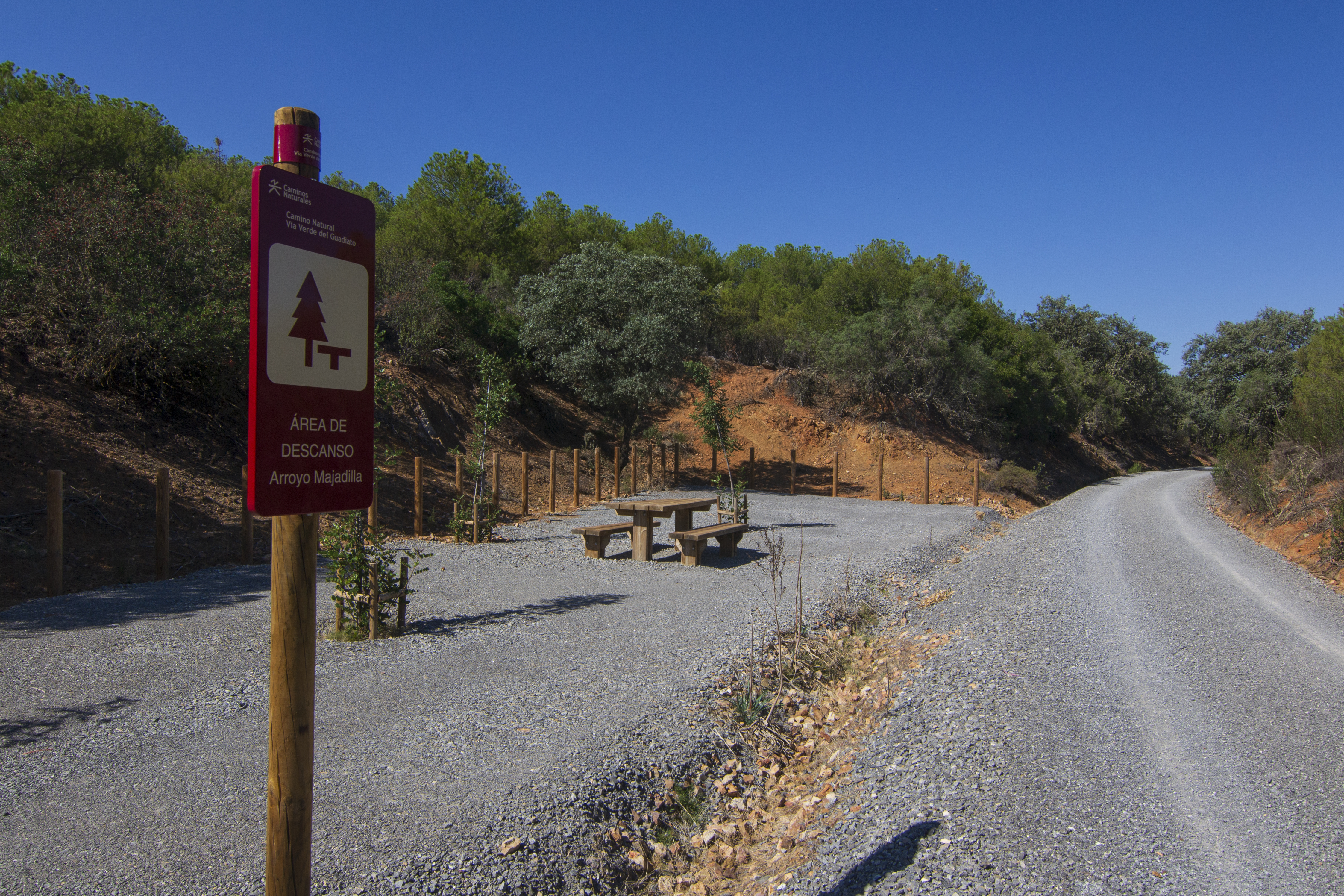
Área de descanso de Arroyo Majadilla

Este Camino Natural se compone de un tramo único, de 6,94 km, que inicia en el límite provincial entre las localidades cordobesas de Villanueva del Duque y Belmez, y finaliza a apenas 7 km de esta última.
A lo largo del recorrido destaca el pinar de repoblación mixto compuesto por pinos piñoneros (Pinus pinea) y pinos resineros (Pinus pinaster), que se entremezclan con encinas (Quercus ilex), castaños de indias (Aesculus hippocastanum), jaras (Cistus spp.), aulagas (Genista scorpius) e incluso árboles frutales como higueras (Ficus carica) o perales (Pyrus sp.).
El Camino Natural Vía Verde del Guadiato, junto a la Vía Verde de La Minería, la Vía Verde del Guadiato y la Vía Verde de La Maquinilla, forman parte de una serie de itinerarios que utilizan los trazados de antiguos ferrocarriles mineros a cuyo conjunto se ha denominado Vía Verde del Guadiato y los Pedroches. 